# Helle Virkner
Helle Virkner (født Helle Genie Lotinga den 15. september 1925 i Aarhus, død 10. juni 2009 i Charlottenlund) var en dansk skuespillerinde, socialdemokratisk lokalpolitiker samt Danmarks statsministerfrue 1962-1968 og 1971-1972. Som skuespiller huskes hun måske især for tv-rollerne som fru Olsen i Huset på Christianshavn og som Elisabeth Friis i Matador.

## Baggrund
Helle Virkner var datter af den jødiske rentier Moritz "Morris" Lotinga (1893-1946) og hans 2. hustru Ellen Larsine Rasmussen (1903-1990).
Familien boede først i Skårup, dernæst fra oktober 1926 i villaen Glentholm i Ry.
Da Helle var 5 år, blev forældrene skilt, og hun og moderen flyttede til en stuelejlighed i sidehuset til Rosenvængets Allé 27C på Østerbro, hvor de boede sammen med moderens ugifte søster Else, mens forældrene boede på 3. sal. Siden boede Helle og moderen i Løgstørgade 42 og fra 1937 i Classensgade 3A, ligeledes på Indre Østerbro. Hun kom senere til at gå på Ingrid Jespersens pigeskole. Den 23. september 1942 fik Helle og moderen bevilling på familienavnet Virkner og navnet Lotinga slettedes.
Helle Virkner var gift tre gange: med William Rosenberg fra 1946 til 1949, med Ebbe Rode fra 1949 til 1958, og senest med statsminister Jens Otto Krag fra 1959 til 1973, som hun blev gift med på rådhuset i Roquebrune-Cap-Martin. Hun fik to børn med Jens Otto Krag, sønnen Jens Christian Krag (født 21. juni 1960) og datteren Søsser Astrid Helene Krag.

## Karriere som skuespiller
Efter sin mellemskoleeksamen på Ingrid Jespersens skole kom hun ind på Folketeatret og Det Ny Teater som statist. Fra 1944 til 1946 var hun på Det Kongelige Teaters Elevskole, og hun debuterede på Det Kongelige Teater allerede i 1945 som Gudrun i Parasitterne.
Hun spillede med i mange danske film og havde vigtige roller i tv-serierne Huset på Christianshavn (1970-77) og i Matador (1978-81), hvor hun fremstillede Elisabeth Friis, familien Varnæs' ugifte "skyggetante" med "det alt for længe ulægte hjertesår - nobel, tapper, klog, med dette lidt klagende i tonefaldet, og med dette stænk af noget jomfrunalsk forskræmt i kærlighedslivet", som anmelder Jens Kistrup skrev om Helle Virkner til hendes 70-års fødselsdag.
I 1963 modtog Helle Virkner Bodilprisen for bedste kvindelige hovedrolle i filmen Den kære familie.
I 1972 var hun og Malene Schwartz nyhavnspiger i visen Vi to (Nyhavn 300 år) i Cirkusrevyen. En rolle som blev ekstra bemærket på grund af, at hun samtidig var landets statsministerfrue.
1982 blev hun sammen med Erik Breiner direktør på ABC Teatret og senere var hun fra 1992 til 1993 enedirektør. I 1980'erne spillede hun roller i Arsenik og gamle kniplinger, Bernardas hus og Den gale fra Chaillot. Fra 1992 til 1993 medvirkede hun på Folketeatret i Indenfor murene og Robert og Judith, hvorefter hun afsluttede sin teaterkarriere. Sin sidste filmrolle havde hun i 2003. Helle Virkner skrev erindringsbøgerne Scenen skifter (1968), Hils fra mig og kongen (1994) og Billeder fra mit liv (1996).

## Politiker
Som statsministerfrue fik Helle Virkner repræsentative opgaver.
Den måske mest bemærkelsesværdige var da hun i 1964 fik besøg af Sovjetunionens leder Nikita Khrusjtjov i hjemmet på Egernvej i Fuglebakken-kvarteret på Frederiksberg.
Helle Virkners karriere som lokalpolitiker blev vakt, da hun under en gåtur på Frederiksberg blev stoppet op af en socialdemokratisk vælger og opfordret til at stille op til kommunalvalget.
Efter en valgkamp støttet af miljøminister Helge Nielsen og folketingskandidat Klaus Ebbesen blev hun valgt ind i Frederiksberg Kommunalbestyrelse for Socialdemokraterne med 2767 personlige stemmer og kunne tiltræde den 1. april 1974.
I 1981 opstillede hun tilmed som partiets spidskandidat til kommunalvalget på Frederiksberg.. Hun sad i kommunalbestyrelsen frem til 1. november 1982, hvor hun forlod kommunalpolitik og Frederiksberg Kommunalpolitik.

## Senere virke og sidste tid
Efter 1994 var hun også optaget af en omfattende foredragsvirksomhed. Først i de senere år er hun blevet tildelt forskellige legater, således Clara Pontoppidans Fødselsdagslegat 1993, legat fra Teaterdirektørforeningens Fond 1993, Hvass Legatet 1994. I 2007 modtog hun en Æres-Bodil.
Helle Virkner fik i 2008 konstateret kræft, og hun døde den 10. juni 2009 af komplikationer heraf.
Hun blev 83 år og ligger begravet på Ordrup Kirkegård.

## Filmografi
| - Søren Søndervold - 1942 - En pige uden lige - 1943 - Frihed, lighed og Louise - 1944 - Otte akkorder - 1944 - Spurve under taget - 1944 - Så mødes vi hos Tove - 1946 - My name is Petersen - 1947 - Ta', hvad du vil ha' - 1947 - Penge som græs - 1948 - Hvor er far? - 1948 - For frihed og ret - 1949 - Solstik - 1953 - Hendes store aften - 1954 - Himlen er blå - 1954 - Bruden fra Dragstrup - 1955 - På tro og love - 1955 - Kispus - 1956 - Tante Tut fra Paris - 1956 - Amor i telefonen - 1957 | - Englen i sort - 1957 - Mor skal giftes - 1958 - Over alle grænser - 1958 - Poeten og Lillemor - 1959 - Tre må man være - 1959 - Onkel Bill fra New York - 1959 - Poeten og Lillemor og Lotte - 1960 - Cirkus Buster - 1961 - Poeten og Lillemor i forårshumør - 1961 - Støv på hjernen - 1961 - Det støver stadig - 1962 - Den kære familie - 1962 - Støv for alle pengene - 1963 - Peters landlov - 1963 - Døden kommer til middag - 1964 - Landmandsliv - 1965 - Passer passer piger - 1965 - Mor bag rattet - 1965 - Gys og gæve tanter - 1966 | - Det var en lørdag aften - 1968 - Oktoberdage - 1970 - Rend mig i revolutionen - 1970 - Tjærehandleren - 1971 - Olsen Banden i Jylland - 1971 - Ballade på Christianshavn - 1971 - Olsen Bandens store kup - 1972 - Olsen Banden går amok - 1973 - Nitten røde roser - 1974 - Kassen stemmer - 1976 - Matador - 1978-81 - Pas på ryggen, professor - 1977 - De uanstændige - 1983 - Riget 1 - 1994 - Riget 2 - 1997 - Blinkende lygter - 2000 - Trækfugle - 2001 - Se dagens lys - 2003 |